# 西美莫辛
西美莫辛（化学名：环己基甲基肼，cyclohexylmethylhydrazine）是一种单胺氧化酶抑制剂（MAOI）类抗抑郁药，带有聯氨基团和环己基基团，从未上市销售。